# Jean-François Sauvé
Jean-François "J.F." Sauvé, född 23 januari 1960, är en kanadensisk före detta professionell ishockeyforward som tillbringade sju säsonger i den nordamerikanska ishockeyligan National Hockey League (NHL), där han spelade för Buffalo Sabres och Quebec Nordiques. Han producerade 203 poäng (65 mål och 138 assists) samt drog på sig 117 utvisningsminuter på 290 grundspelsmatcher.
Han spelade också för HC Fribourg-Gottéron i Nationalliga A (NLA); ASG Tours i Nationale 1A (N1A); Rochester Americans, Fredericton Express och Adirondack Red Wings i American Hockey League (AHL) samt Draveurs de Trois-Rivières i Ligue de hockey junior majeur du Québec (LHJMQ).
Sauvé blev aldrig NHL-draftad.
Han är bror till Bob Sauvé; far till Max Sauvé samt farbror till Philippe Sauvé.

## Statistik
| 1976–1977    | Lions de Lac St-Louis      | LDHMAAAQ     | 40  | 44  | 79  | 123 | 34  | 6  | 9  | 8  | 17 | 12 |
| 1977–1978    | Draveurs de Trois-Rivières | LHJMQ        | 6   | 2   | 3   | 5   | 0   | 13 | 4  | 9  | 13 | 20 |
| 1978–1979    | Draveurs de Trois-Rivières | LHJMQ        | 72  | 65  | 111 | 176 | 31  | 13 | 19 | 19 | 38 | 4  |
| 1979–1980    | Draveurs de Trois-Rivières | LHJMQ        | 72  | 63  | 124 | 187 | 31  | 7  | 5  | 9  | 14 | 0  |
|              | Rochester Americans        | AHL          | 3   | 1   | 1   | 2   | 0   | 4  | 1  | 2  | 3  | 2  |
| 1980–1981    | Buffalo Sabres             | NHL          | 20  | 5   | 9   | 14  | 12  | 5  | 2  | 0  | 2  | 0  |
|              | Rochester Americans        | AHL          | 56  | 29  | 54  | 83  | 21  | —  | —  | —  | —  | —  |
| 1981–1982    | Buffalo Sabres             | NHL          | 69  | 19  | 36  | 55  | 46  | 2  | 0  | 2  | 2  | 0  |
|              | Rochester Americans        | AHL          | 7   | 5   | 8   | 13  | 4   | —  | —  | —  | —  | —  |
| 1982–1983    | Buffalo Sabres             | NHL          | 9   | 0   | 4   | 4   | 9   | —  | —  | —  | —  | —  |
|              | Rochester Americans        | AHL          | 73  | 30  | 69  | 99  | 10  | 16 | 7  | 21 | 28 | 2  |
| 1983–1984    | Quebec Nordiques           | NHL          | 39  | 10  | 17  | 27  | 2   | 9  | 2  | 5  | 7  | 2  |
|              | Fredericton Express        | AHL          | 26  | 19  | 31  | 50  | 23  | —  | —  | —  | —  | —  |
| 1984–1985    | Quebec Nordiques           | NHL          | 64  | 13  | 29  | 42  | 21  | 18 | 5  | 5  | 10 | 8  |
| 1985–1986    | Quebec Nordiques           | NHL          | 75  | 16  | 40  | 56  | 20  | 2  | 0  | 0  | 0  | 0  |
| 1986–1987    | Quebec Nordiques           | NHL          | 14  | 2   | 3   | 5   | 4   | —  | —  | —  | —  | —  |
|              | HC Fribourg-Gottéron       | NLA          | 32  | 32  | 58  | 90  | 31  | —  | —  | —  | —  | —  |
| 1987–1988    | HC Fribourg-Gottéron       | NLA          | 36  | 34  | 52  | 86  | 40  | —  | —  | —  | —  | —  |
| 1988–1989    | HC Fribourg-Gottéron       | NLA          | 34  | 24  | 35  | 59  | 14  | 2  | 0  | 2  | 2  | 6  |
|              | Adirondack Red Wings       | AHL          | 16  | 7   | 19  | 26  | 18  | 17 | 6  | 12 | 18 | 6  |
| 1989–1990    | ASG Tours                  | N1A          | 35  | 43  | 62  | 105 | 32  | —  | —  | —  | —  | —  |
| 1990–1991    | ASG Tours                  | N1A          | 23  | 21  | 29  | 50  | 22  | 3  | 3  | 0  | 3  | 0  |
| NHL totalt   | NHL totalt                 | NHL totalt   | 290 | 65  | 138 | 203 | 114 | 36 | 9  | 12 | 21 | 10 |
| NLA totalt   | NLA totalt                 | NLA totalt   | 102 | 90  | 145 | 235 | 85  | 2  | 0  | 2  | 2  | 6  |
| N1A totalt   | N1A totalt                 | N1A totalt   | 58  | 64  | 91  | 155 | 54  | 3  | 3  | 0  | 3  | 0  |
| AHL totalt   | AHL totalt                 | AHL totalt   | 181 | 91  | 182 | 273 | 76  | 37 | 14 | 35 | 49 | 10 |
| LHJMQ totalt | LHJMQ totalt               | LHJMQ totalt | 150 | 130 | 238 | 368 | 62  | 33 | 28 | 37 | 65 | 24 |